# ジャイロダイン
『ジャイロダイン』（GYRODINE）は、1984年に日本のタイトーから稼働されたアーケード用縦スクロールシューティングゲーム。
西暦2000年を舞台に、自機「ジャイロダイン」を操作して超大国Sが建造した「巨大基地ゴルドス」の秘密兵器を破壊し、世界征服の野望を阻止する事を目的としたゲーム。前年に大ヒットしたナムコの『ゼビウス』（1983年）を踏襲したゲームシステムになっている。
1986年にファミリーコンピュータ、MSX、PC-8801、X1に移植された。PC-8801版は2006年にWindows用ソフトとして『タイトー88コレクション1 ちゃっくんぽっぷ＆ジャイロダイン』のタイトルでプロジェクトEGGにて配信され、MSX版は2007年に同じくWindows用ソフトとして『タイトーMSXコレクション1 エレベータアクション＆ジャイロダイン』のタイトルでプロジェクトEGGにて配信された。アーケード版はPlayStation 2用ソフト『タイトーメモリーズII 下巻』（2007年）に収録された。

## 概要
本作は背景がリアル指向であり、地上と空中を撃ち分けるシステムを採用したことや、特定の場所で地上ミサイルを発射すると隠れキャラが現れることなど、ナムコの『ゼビウス』（1983年）を意識した作りになっている。減点システムの存在に加え、自機がヘリコプターということで進行方向へ機首を向けたり、同時期にリリースされたテーカンの『スターフォース』（1984年）のように自機の左右移動に同調して左右にもスクロールするシステムは、当時における独自性の面では他社の亜流ゼビウス系作品より比較的高かった。自機のヘリコプターの風を受け、樹木が揺らぐといった背景の演出もある。

## ゲーム内容

### システム
8方向レバー、2ボタン（対空攻撃、対地攻撃）で自機「ジャイロダイン」を操作。対空攻撃は自機の左右移動に同期して、発射角度を左右に多少傾けることができる。対地攻撃は対空攻撃と同じ武器を地上に向かって撃つため射程制限があるが、対空攻撃同様に発射角度を左右に傾けることができる。また、至近距離では空中の敵にヒットさせることも可能。二つのボタンを同時に押すと、射程制限がない単発の対地ホーミングミサイルを発射できるが、敵の弾の種類によっては相殺される場合もある。

### その他
- 時々現れる家や人などを攻撃すると減点され、一時的に難易度が上がる。また、特定の場所で対地攻撃をすると人魚や目が出現し、ボーナス得点（1万点）が入る。緑の小人は周りの戦車を倒すとエクステンドする。
- 洋上基地でミスになると、唇が舌を出す。
- 一定までゲームを進めていくと最初の地点に戻される。要するにループ。なお、ループすると弾や一部の敵（高速で飛んで来るミサイル）の数が多くなるなど、難易度が比較的高くなる。

### 隠れキャラの出現位置
人魚
開始直後の海上の島の下
草原地帯（戦闘機の攻撃）の後の森林地帯の間の湖
（青いトリッキーな動きをする敵が出てくる）川
目
（自機に近づくと体当たりを仕掛ける敵機が出てくる）海の真中の島
緑の小人
戦艦を越えた後の2度目の陸地

## ストーリー
西暦2000年、超大国Sは地球制服を企て、エイリアンと手を結んで巨大基地ゴルドスで秘密兵器を開発していた。この悪魔の野望を打ち砕くため、対地バルカン・対空マシンガン・そしてホーミングミサイルで武装したスーパーヘリ「ジャイロダイン」が出動した。S国・エイリアン共同軍は、アジアの某国に軍事基地を設置している。その鉄壁の守りのため、未だゴルドスにたどり着いた者はいない。空軍・陸軍・海軍からなる大部隊を撃破して、ジャイロダインはゴルドスの秘密兵器破壊を成し遂げなければならないのだ。

## 移植版
| No. | タイトル                                                      | 発売日           | 対応機種               | 開発元       | 発売元             | メディア                         | 型式       | 備考 | 出典  |
| --- | ------------------------------------------------------------- | ---------------- | ---------------------- | ------------ | ------------------ | -------------------------------- | ---------- | --- | ----- |
| 1   | ジャイロダイン                                                | 1986年3月13日    | ファミリーコンピュータ | TRY          | タイトー           | ロムカセット                     | TFC-GD4900 | |       |
| 2   | ジャイロダイン                                                | 1986年5月 1986年 | MSX                    | タイトー     | タイトー           | ロムカセット                     | MSX-8      | |       |
| 3   | ジャイロダイン                                                | 1986年6月        | PC-8801 X1             | キャリーラボ | ニデコムソフト     | フロッピーディスク               | -          | |       |
| 4   | タイトー88コレクション1 ちゃっくんぽっぷ＆ジャイロダイン      | 2006年9月20日    | Windows                | タイトー     | D4エンタープライズ | ダウンロード （プロジェクトEGG） | -          | PC88版の移植で『ちゃっくんぽっぷ』（1984年）とのカップリング配信。 2008年5月17日を以ってメーカー離脱に伴い配信終了。      | [ 2 ] |
| 5   | タイトーMSXコレクション1 エレベータアクション＆ジャイロダイン | 2007年3月9日     | Windows                | タイトー     | D4エンタープライズ | ダウンロード （プロジェクトEGG） | -          | MSX版の移植で『エレベーターアクション』（1983年）とのカップリング配信。 2008年5月17日を以ってメーカー離脱に伴い配信終了。 | [ 3 ] |
| 6   | タイトーメモリーズII 下巻                                     | 2007年3月29日    | PlayStation 2          | タイトー     | タイトー           | DVD-ROM                          | SLPM-66713 | アーケード版の移植。 |       |

PC-8801版、X1版
- タイトル画面にパイロットのグラフィックが追加されている。

ファミリーコンピュータ版
- ファミコン版の発売時には『影の伝説・ジャイロダイン サウンド版必勝攻略法』というカセットテープがCBSソニーより発売されていた。A面に「ドラマによる必勝攻略法 影の伝説」、B面に「ドラマによる必勝攻略法 ジャイロダイン」を収録。デーモン小暮と網浜直子が声の特別出演していた。
- 十字キーに装着する、コイン状のファミコインが一つ同梱されていた（のちに単体で、他のゲームのイラストのファミコインも2個セットで発売された）。

## 開発
本作はクラックスによって『バザード』というタイトルで開発されていた。クラックスは、オルカの倒産後に同社のスタッフが設立した会社であるが、経済難で再び倒産してしまう。その後、タイトルが『ジャイロダイン』へと改題され、タイトーより発売される事となった。 
また、クラックスの一部スタッフがゲームのオペレートや流通を行っていた東亜企画という会社に移ってゲームソフト部門を発足し、東亜プランとして新たに活動することになる。そのため、後年の『タイガーヘリ』（1985年）や『究極タイガー』（1987年）の原点は本作であると言っても良い。

## 評価
| 項目 | キャラクタ | 音楽 | 操作性 | 熱中度 | お買得度 | オリジナリティ | 総合  |
| 得点 | 2.72       | 2.22 | 2.56   | 2.43   | 2.27     | 2.29           | 14.49 |

ファミリーコンピュータ版
ゲーム誌『ファミリーコンピュータMagazine』の読者投票による「ゲーム通信簿」での評価は別記の通り14.49点（満30点）となっている。また、同雑誌1991年5月10日号特別付録の「ファミコンロムカセット オールカタログ」では、「当時流行の隠れキャラがめじろ押し」と紹介されている。